# 湾景歌剧院
湾景歌剧院（Bayview Opera House），原名南旧金山歌剧院（South San Francisco Opera House），是美国旧金山的一个剧院，位于湾景猎人角区（Bayview-Hunters Point）的第3街4705号。

## 历史
它建于1888年，是该市现存最古老的剧院。在1906年旧金山大地震中幸存了下来。
多年来，该建筑用作社区中心，举行集会和文化活动，并举办集市和政治集会。2011年3月21 日,它被列入国家史迹名录。2014年至2016年，剧院进行了升级装修。